# Bittencourt Azambuja
Antônio Bittencourt Azambuja (Rio Grande do Sul, 10 de março de 1890 — ?) foi um político brasileiro. Exerceu o mandato de deputado federal constituinte pelo Rio Grande do Sul em 1946.